# Elif Güneri
Elif Güneri (ur. 10 września 1987 r. w Karabüku) – turecka bokserka, srebrna medalistka mistrzostw świata, dwukrotna mistrzyni Europy. Występowała w kategoriach od 75 do powyżej 81 kg.

## Kariera
W 2014 roku zdobyła swój pierwszy medal mistrzostw świata w Czedżu w kategorii do 81 kg. W pierwszej rundzie wygrała z Koreanką Sung Su-yeon, a w ćwierćfinale – z Węgierką Petrą Szatmári. Jednak w półfinale przegrała z Chinką Yang Xiaoli 0:3.
Dwa lata później została mistrzynią Europy na rozegranych w Sofii mistrzostwach Europy. W półfinale pokonała Azerkę Leylą Javadovą 3:0, a w finale okazała się lepsza od Petry Szatmári. W listopadzie ponownie zdobyła brązowy medal na mistrzostwach świata w Astanie. Po pokonaniu kolejno Ukrainki Anastasji Czernokolenko i Saweety Boory z Indii, przegrała w półfinale z pochodzącą z Australii Kayą Scott.
W czerwcu 2018 roku przegrała w finale mistrzostw Europy w Sofii z Rosjanką Marią Urakową 1:4, zdobywając srebrny medal. Wcześniej w półfinale wygrała z Anastasją Czernokolenko, a w ćwierćfinale pokonała Agatę Kaczmarską. Podczas listopadowych mistrzostw świata w Nowym Delhi zdobyła brązowy medal. W ćwierćfinale ponownie okazała się lepsza od Agaty Kaczmarskiej, lecz w półfinale poniosła porażkę z Chinką Wang Lina 1:4.
W sierpniu następnego roku zdobyła złoty medal podczas mistrzostw Europy w Alcobendas. W finale pokonała Białorusinkę Wiktoryję Kiebikawą. W październiku zdobyła srebrny medal mistrzostw świata, przegrywając w finale z Rosjanką Ziemfirą Magomiedalijewą.